# Перуджа
Перу́джа (итал. Perugia МФА: [peˈruʤa]о файле, лат. Perusia) — столица итальянской области Умбрия, административный центр одноимённой провинции. Город расположен на гряде холмов, откуда открывается вид на долину Тибра и Тразименское озеро.
Население коммуны составляет 162 070 человек (2023).

## История
Предположительно город был основан умбрами. Впервые появляется на страницах истории как один из 12 союзных городов Этрурии. С 310 г. до н. э. — римская колония Перузия. В 41—40 годах до н. э. во время перузинской войны между Октавианом и Марком Антонием город был сожжён. В 592 году становится центром лангобардского княжества.

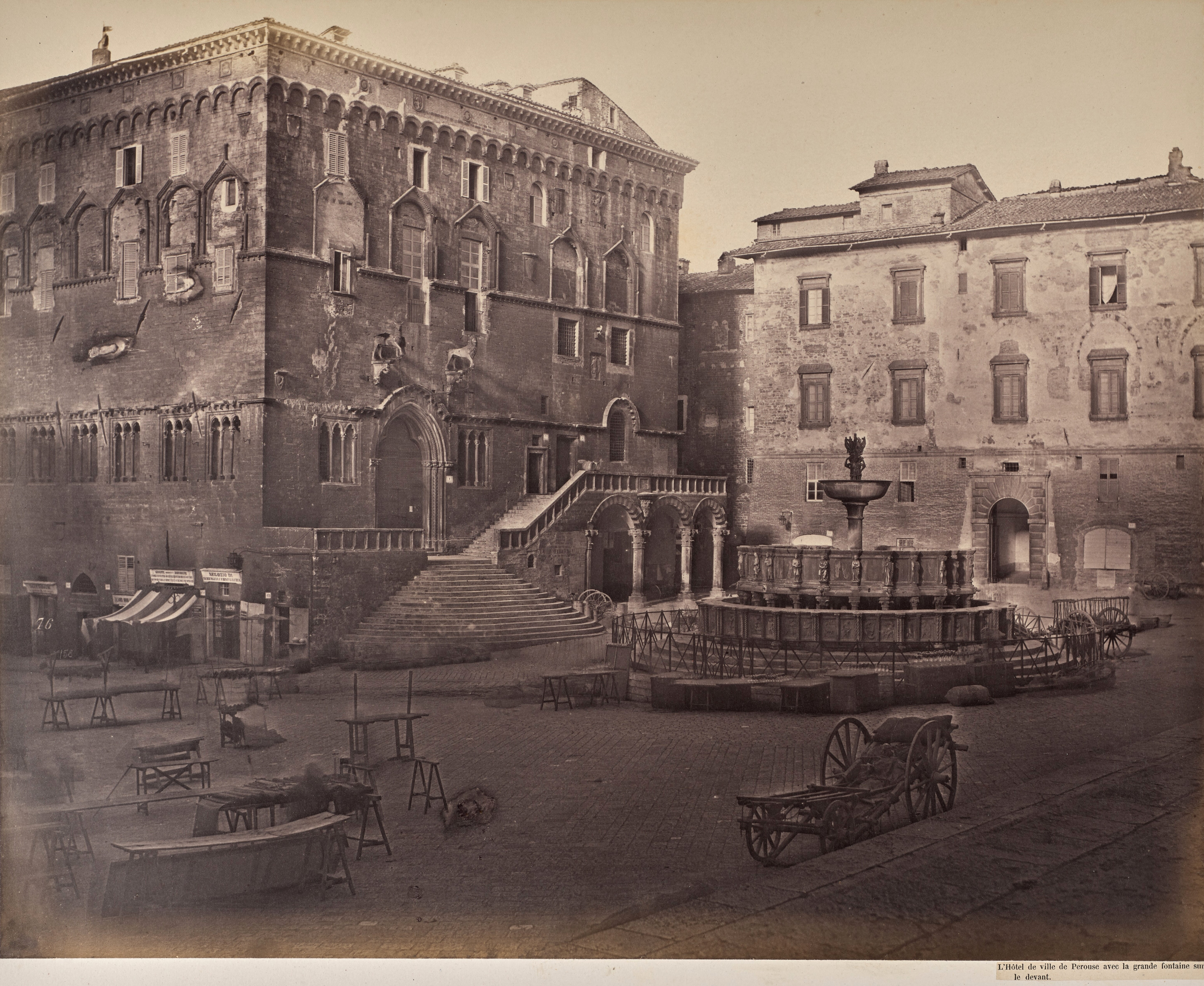
Площадь Пьяцца Гранде (позже — Площадь 4 Ноября). 1859 год.

В средние века Перуджа знала множество эпизодов братоубийственной резни, обусловленных борьбой между семействами Одди и Бальони за верховенство в городе. В общеитальянской политике город, формально независимый, обычно держался стороны папства (см. гвельфы). В XIII веке папы не раз находили спасение в стенах верного им города; здесь состоялось пять конклавов.
В эпоху Ренессанса город прославился художниками умбрийской школы, такими, как Перуджино и Рафаэль Санти. В начале XV века борьбу за Перуджу вели миланские Висконти и неаполитанские правители; с 1416 по 1424 год городом владел кондотьер Браччо да Монтоне.
В 1540 году Пьерлуиджи Фарнезе победил последнего из Бальони, после чего папство добилось включения города в состав Папской области. В феврале 1797 года французы на короткое время сделали Перуджу столицей Тиберинской республики. В XIX веке город не раз страдал от землетрясений.
Покровителями города почитаются святые Констанций из Перуджи, празднование 29 января, Геркулафл и Лаврентий.

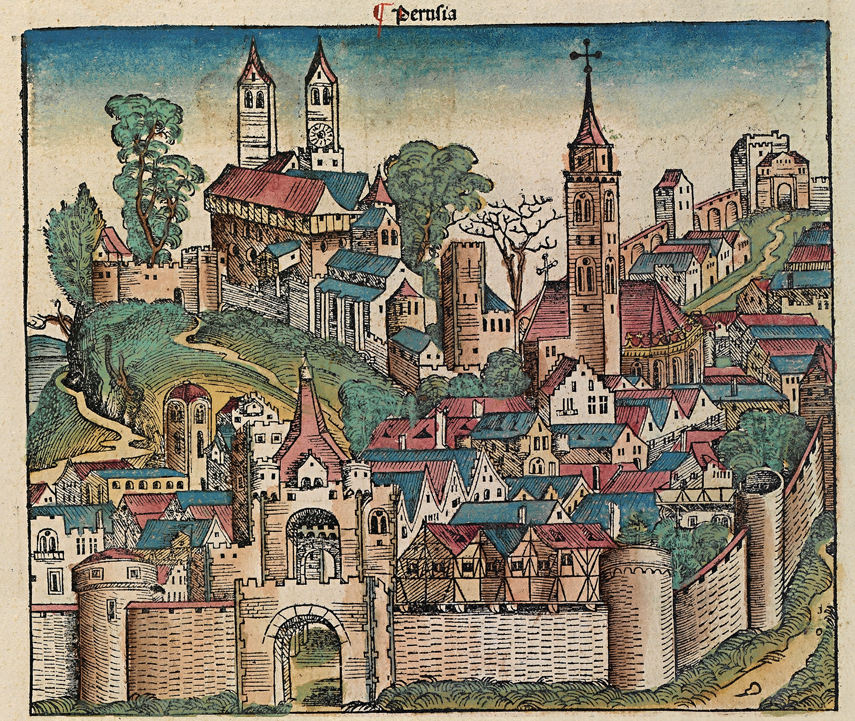
Перуджа в 1493 году. Ксилография из «Нюрнбергской хроники»

## Достопримечательности
Со времён этрусков в Перудже уцелели фрагменты стен с тремя воротами и ряд погребальных камер, или гипогеев.
Центром города служит площадь 4 ноября (бывшая Пьяцца Гранде, переименнованная после Первой мировой войны в честь Дня национального единства и вооружённых сил) со знаменитым фонтаном Маджоре (1275─1278), украшенным рельефами на мифологические темы.
На площадь фасадами выходитят средневековая ратуша Палаццо дей Приори (1293─1297), приспособленная частично под художественный музей (Национальная Галерея Умбрии), а также Кафедральный собор Св. Лаврентия (1345—1430), в котором хранится обручальное кольцо Девы Марии (Святое кольцо из Перуджи).
Посетив город в начале XX века, историк искусства Павел Муратов назвал его малоархитектурным: «Проходя по узким улицам, которые кажутся ущельями, прорытыми в лавах, извергнутых вулканом истории, приезжий останавливается с восхищением лишь пред тем, что было сделано здесь рукой чужестранца». Тем не менее, город весьма богат старинными храмами:
- Церковь Сан-Анджело (восходит к V—VI вв.) — круглая в плане, с колоннами, выломанными из более древнего храма.
- Церковь Сан-Доменико (1305, перестроена в 1632) с пышной гробницей папы Бенедикта XI.
- Церковь Сан-Пьетро (X век с позднейшими перестройками).
- Капелла Сан-Северо — известна фреской, над которой поочерёдно работали Рафаэль и Перуджино.
- Церковь Сан-Бевиньяте (ок. 1250) — суровый храм тамплиеров.
- Колледжо-дель-Камбио (1452-57) с монументальными фресками Перуджино и его учеников.

В бывшем монастыре доминиканок ныне выставлены античные древности, в том числе памятники культуры этрусков. Бывший оливетанский монастырь отдан Перуджинскому университету, одному из старейших в Европе (1307). Ещё один университет занимает палаццо Галленга.
Туристов в Перуджу привлекают красочные празднества, среди которых выделяются музыкальный фестиваль «Умбрия Джаз» (итал. Umbria Jazz), проходящий ежегодно в июле, а также ежегодный осенний фестиваль шоколада.
Перуджа — один из самых маленьких городов мира, которые имеют метро. Миниметро Перуджи построено в январе 2008 года и имеет протяжённость 4 км.

Храм тамплиеров
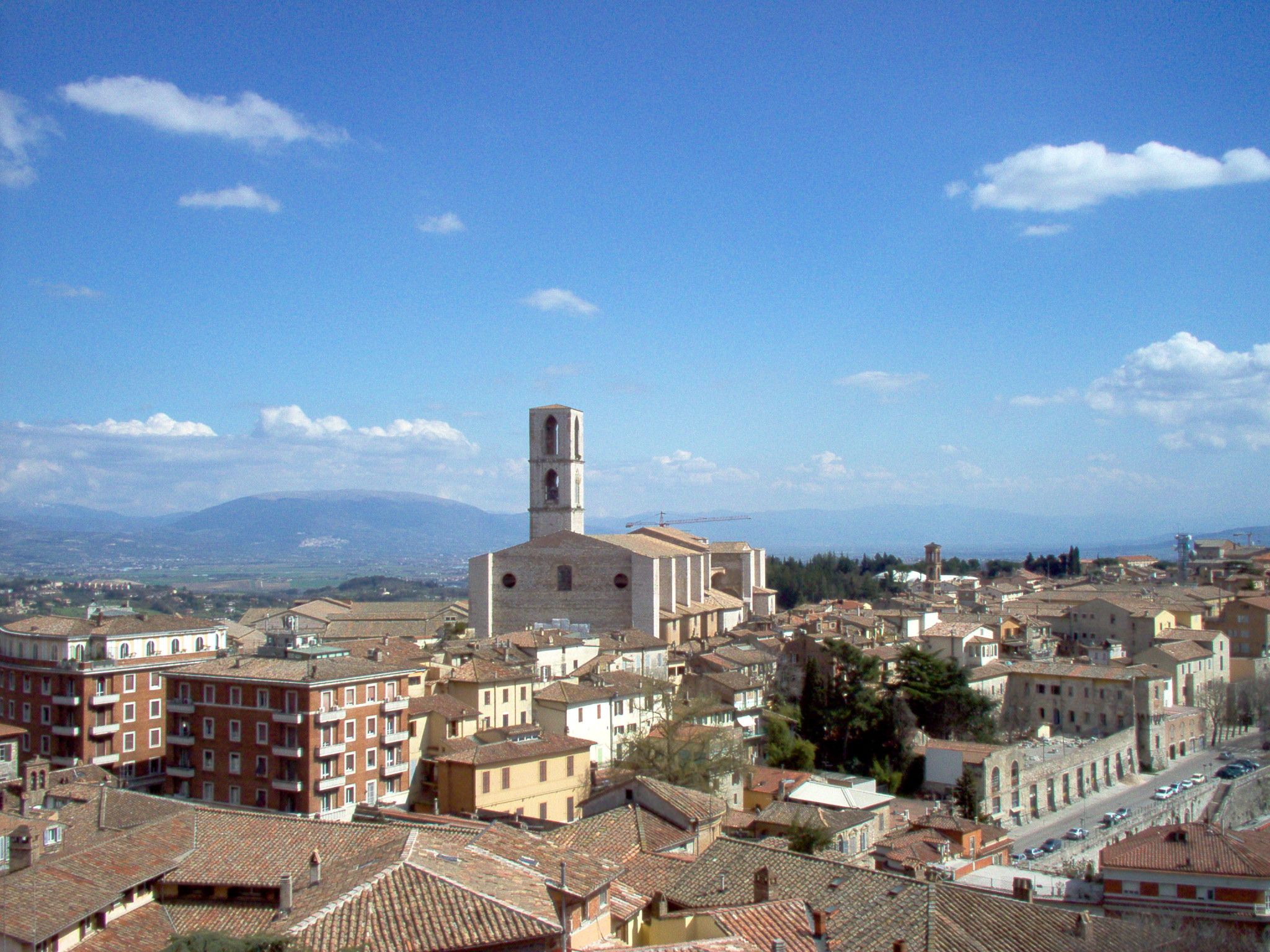
Панорама с базиликой Святого Доменика
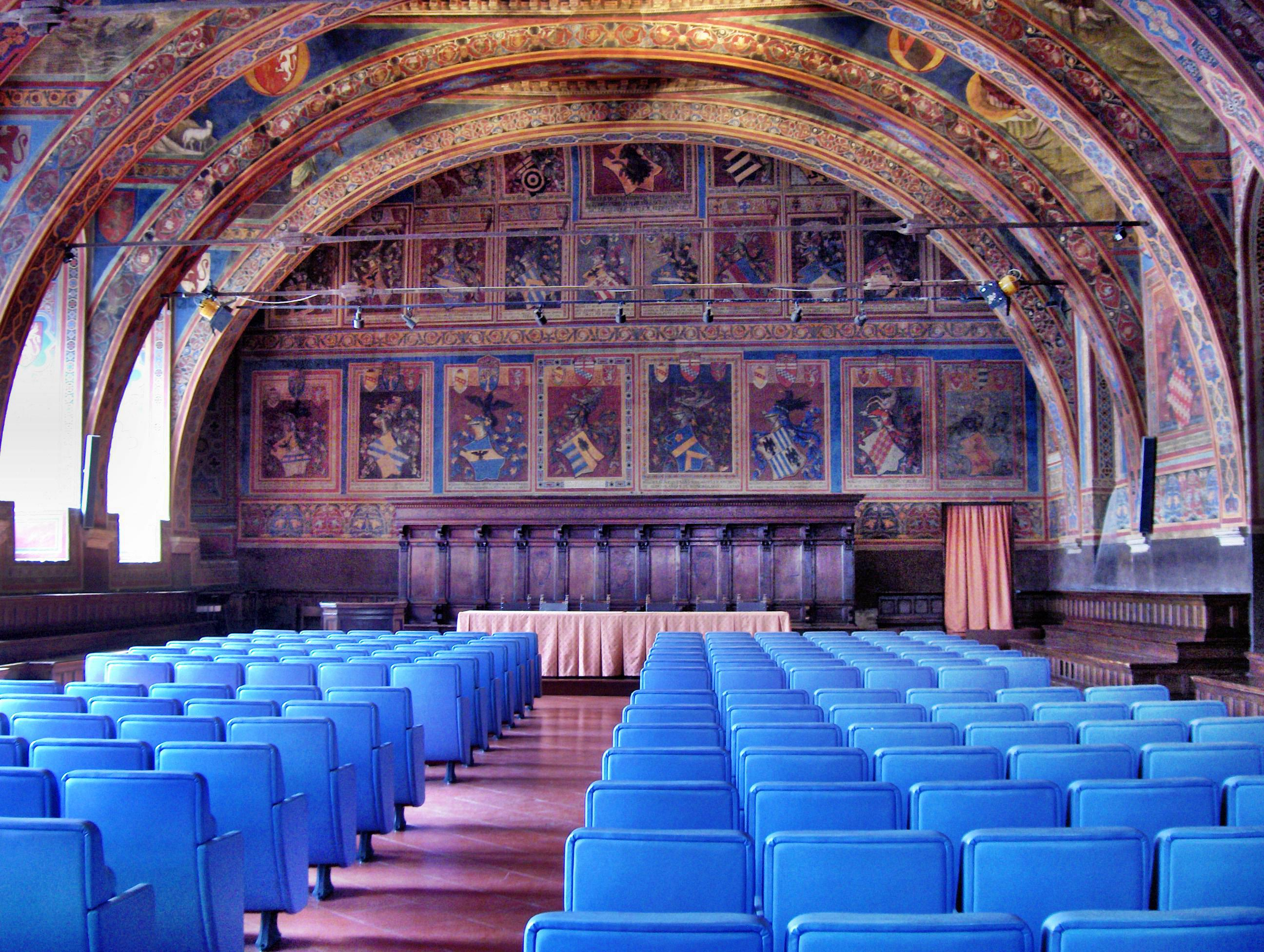
Средневековый зал для собраний нотариусов
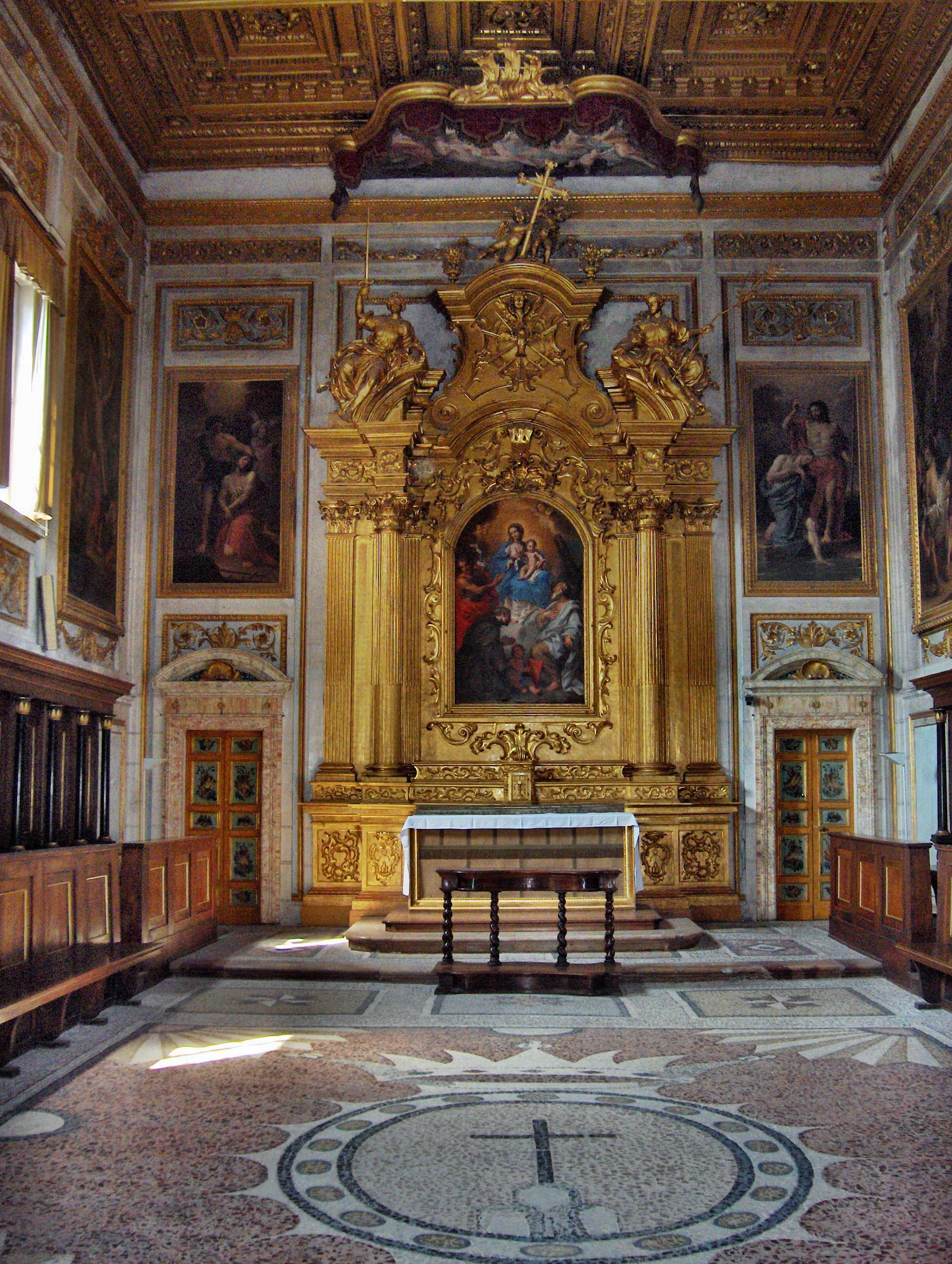
Церковь Сан-Бернардино, интерьер
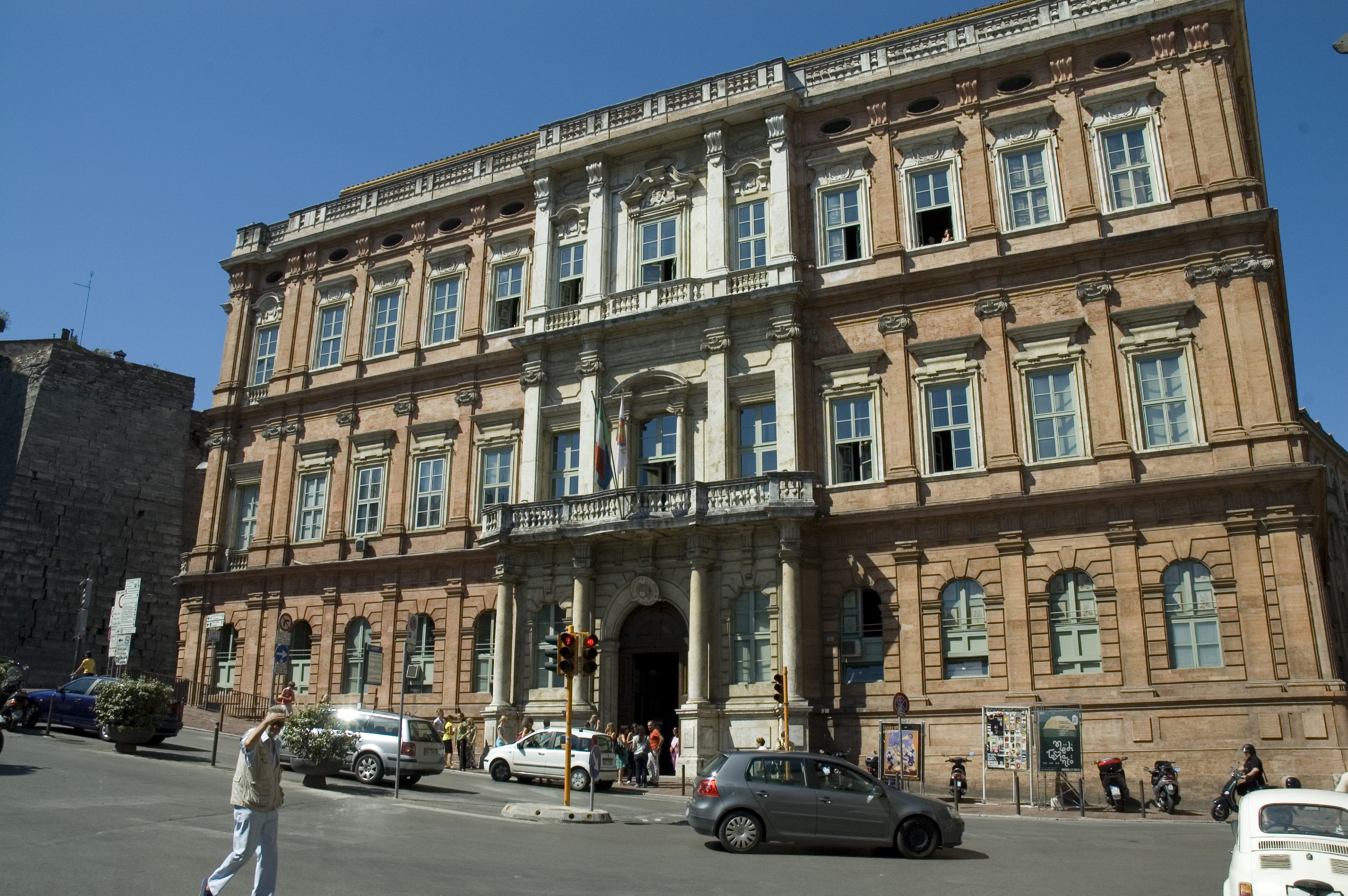
Барочное палаццо Галленга

## Города-побратимы
- Гранд-Рапидс (англ. Grand Rapids), шт. Мичиган, США
- Братислава (словац. Bratislava), Словакия
- Потсдам (нем. Potsdam), Германия
- Сиэтл (англ. Seattle), Вашингтон, США
- Тюбинген (нем. Tübingen), Германия
- Экс-ан-Прованс (фр. Aix-en-Provence), Франция